# Lucienne Legrand (1900-1987)
Pour les articles homonymes, voir Lucienne Legrand et Legrand.
Lucienne Legrand, née le 5 mai 1900 à Saint-Cloud et morte le 22 octobre 1987 à Cannes, est une actrice française.

## Biographie
Lucienne Legrand commence sa carrière d'actrice en 1918. Elle a pris des cours de chant et fut engagée par Fursy. Elle participe au premier concours de Miss France en 1920 et est ensuite engagée par Rémond. Elle joue au Vaudeville dans La Tendresse de Bataille puis tourne pour les studios Gaumont.
Un article publié par la revue 1895 souligne le lien existant entre Émile-Bernard Donatien et « Lucienne Legrand, jeune starlette de talent (...). Ensemble, ils formeront un couple soudé et complice, partageront la vie, la décoration et le cinéma. »
En 1952, elle épouse le styliste André Perugia.

## Filmographie
- 1918 : Le Perroquet perdu
- 1921 : La Vivante épingle de Jacques Robert
- 1922 : Les Hommes nouveaux d'Émile-Bernard Donatien et Édouard-Émile Violet : Laure Bourron
- 1923 : Bonheur conjugal de Robert Saidreau : la femme de Jack
- 1923 : L'Île de la mort d'Émile-Bernard Donatien : Lucienne Garric
- 1923 : La Chevauchée Blanche d'Émile-Bernard Donatien
- 1924 : La Malchanceuse d'Émile-Bernard Donatien : Ambarina
- 1924 : Pierre et Jean d'Émile-Bernard Donatien : : Mme Rosémilly
- 1925 : Mon curé chez les pauvres d'Donatien : Mme Cousinet
- 1926 : Simone d'Émile-Bernard Donatien : Simone de Sergeac
- 1928 : Le Martyre de Sainte-Maxence d'Donatien : Maxence
- 1929 : L'Arpète d'Émile-Bernard Donatien : Jacqueline